# ضريح الفردوسي
ضريح الفردوسي (بالفارسية: آرامگاه فردوسی) ضريح تاريخي يعود إلى دولة بهلوية، ويقع في طوس. هذا المبنى هو قبر أبو قاسم الفردوسي. 

## معرض الصور

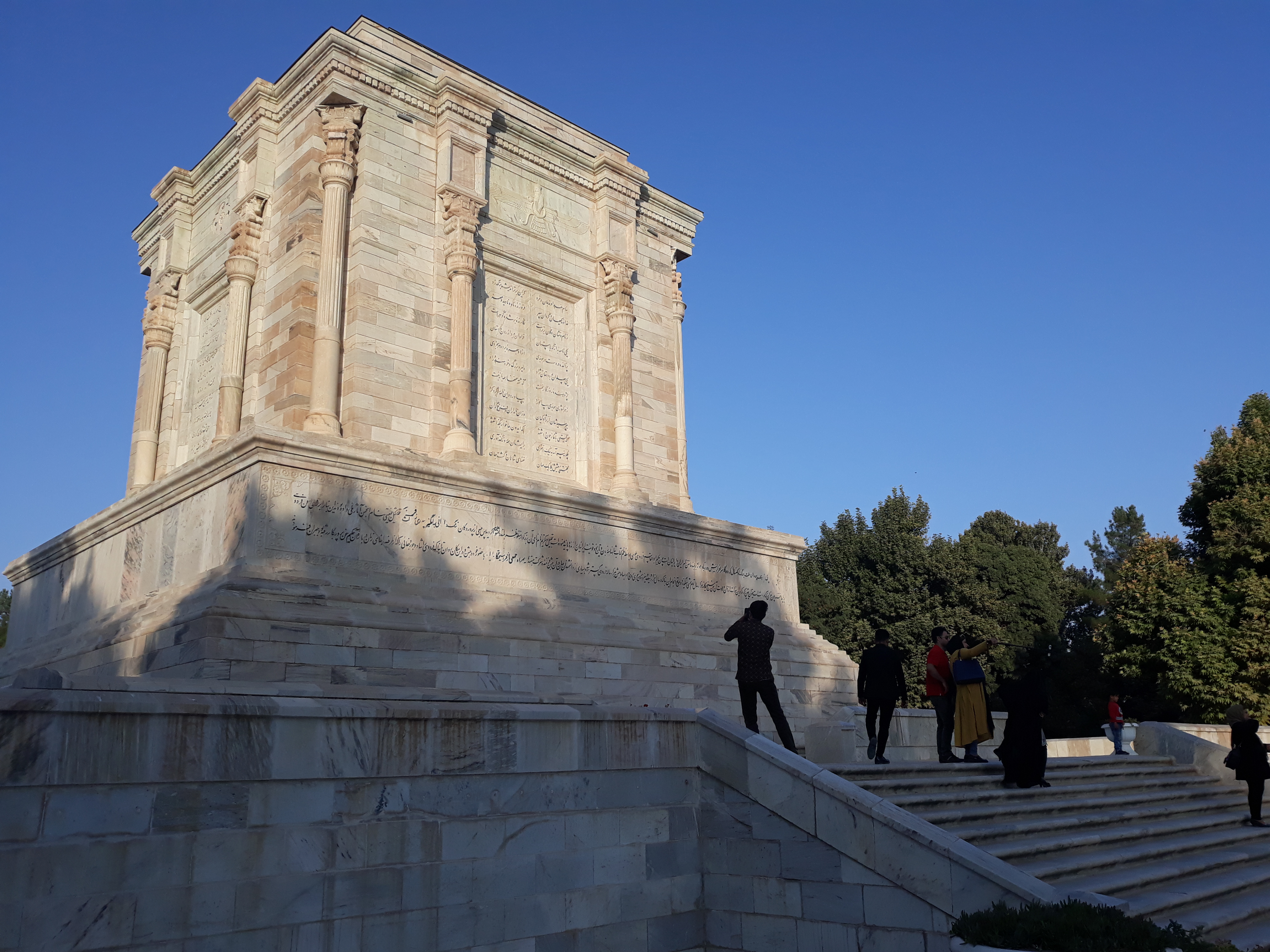
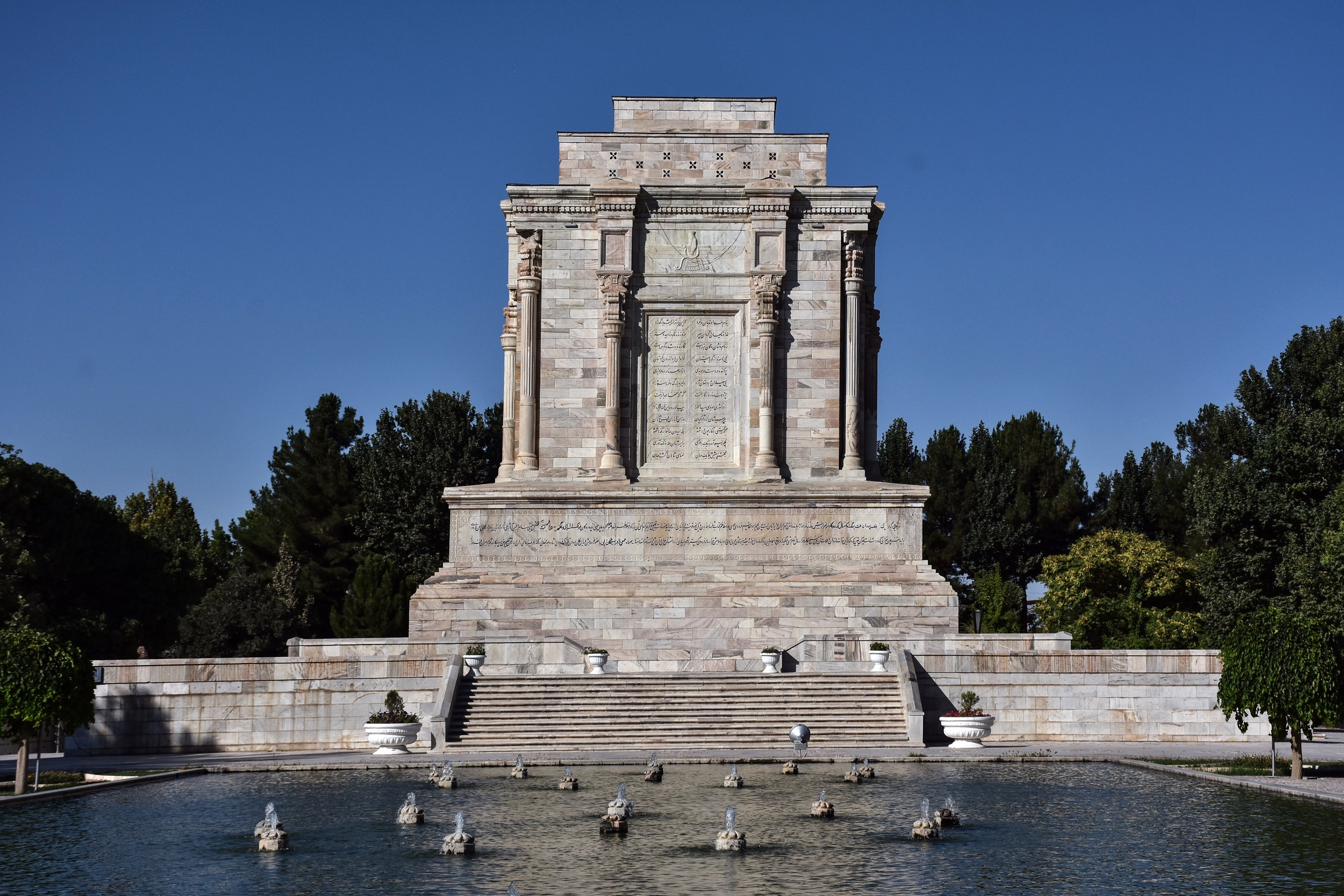
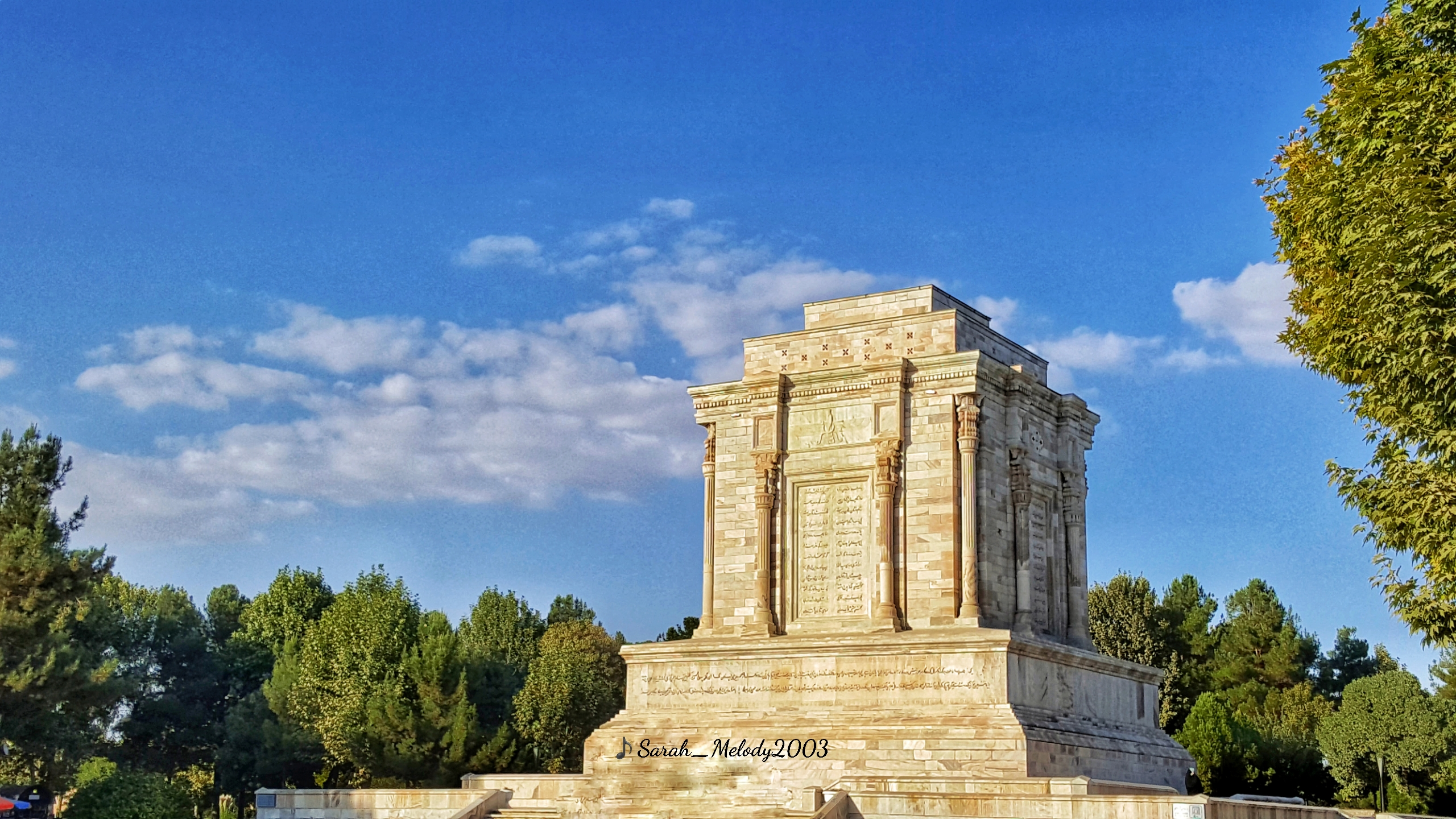
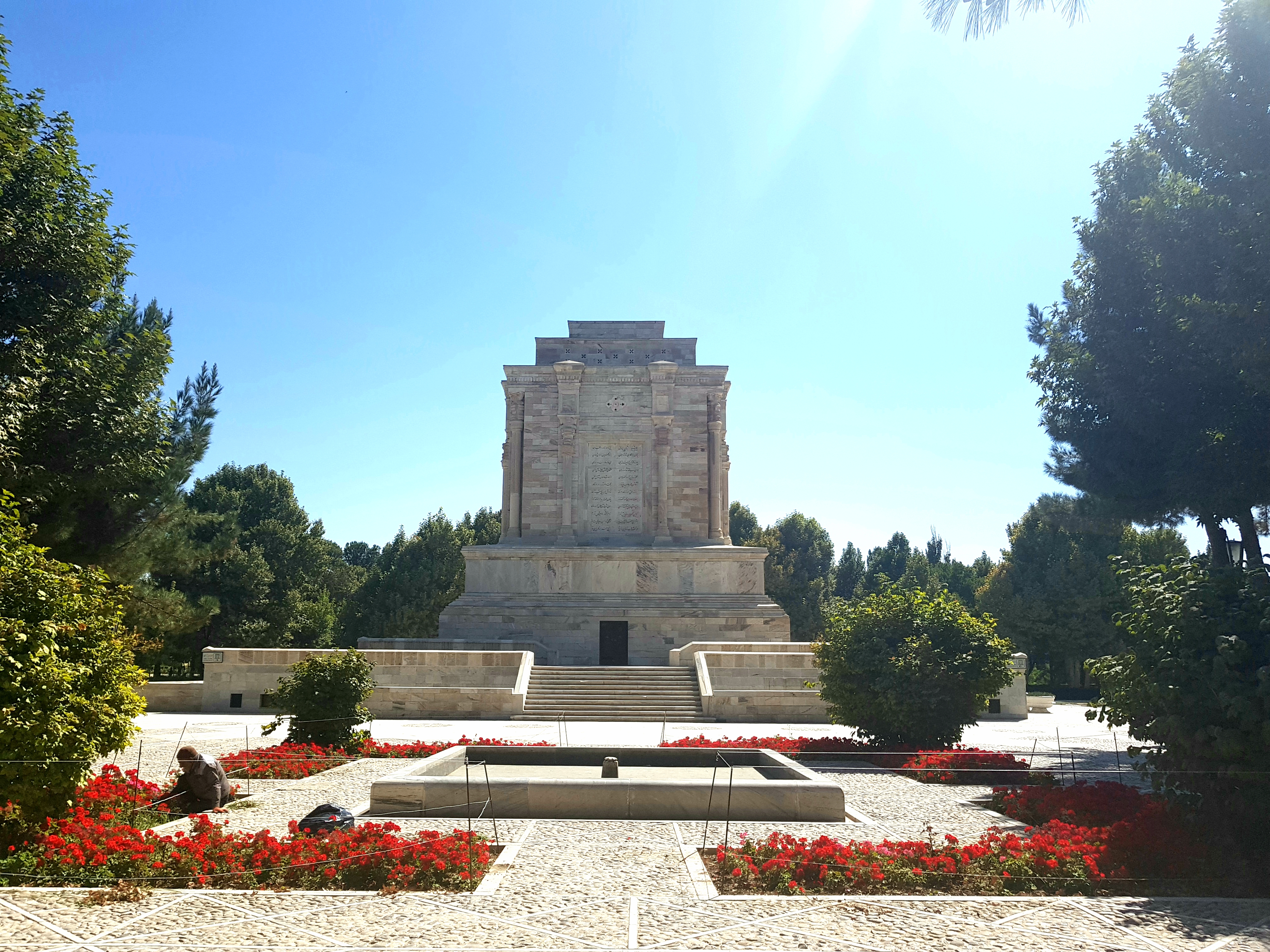
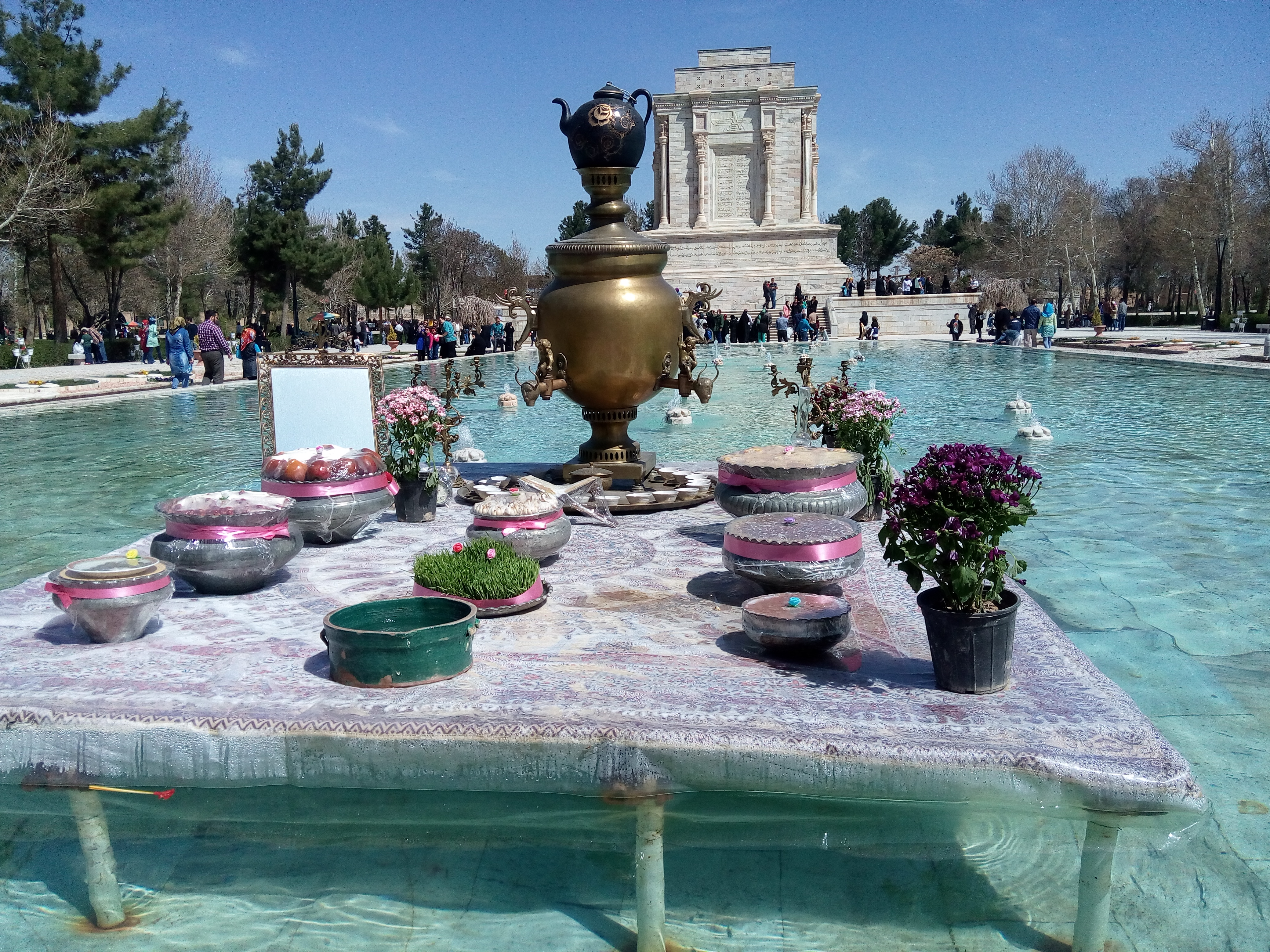
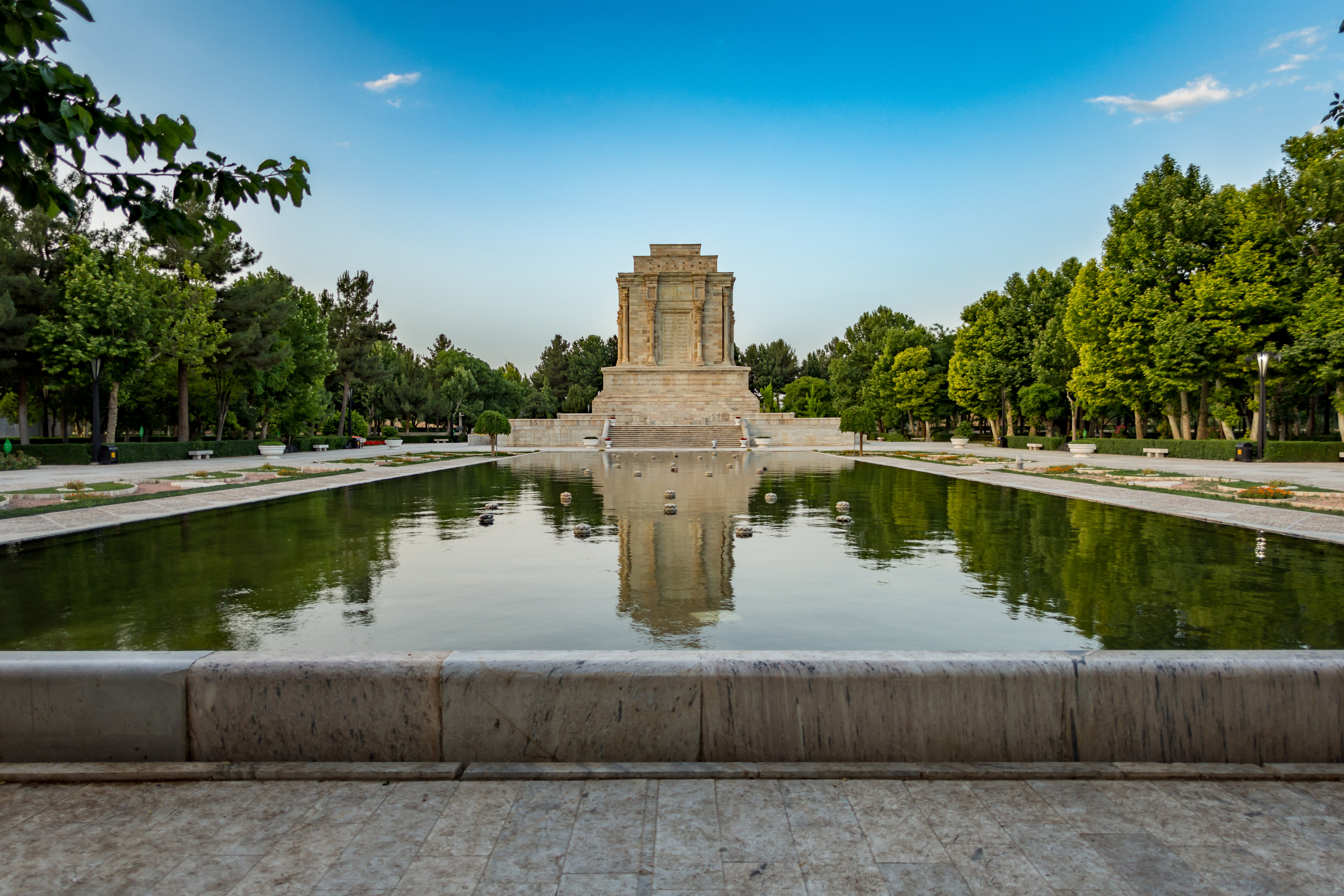
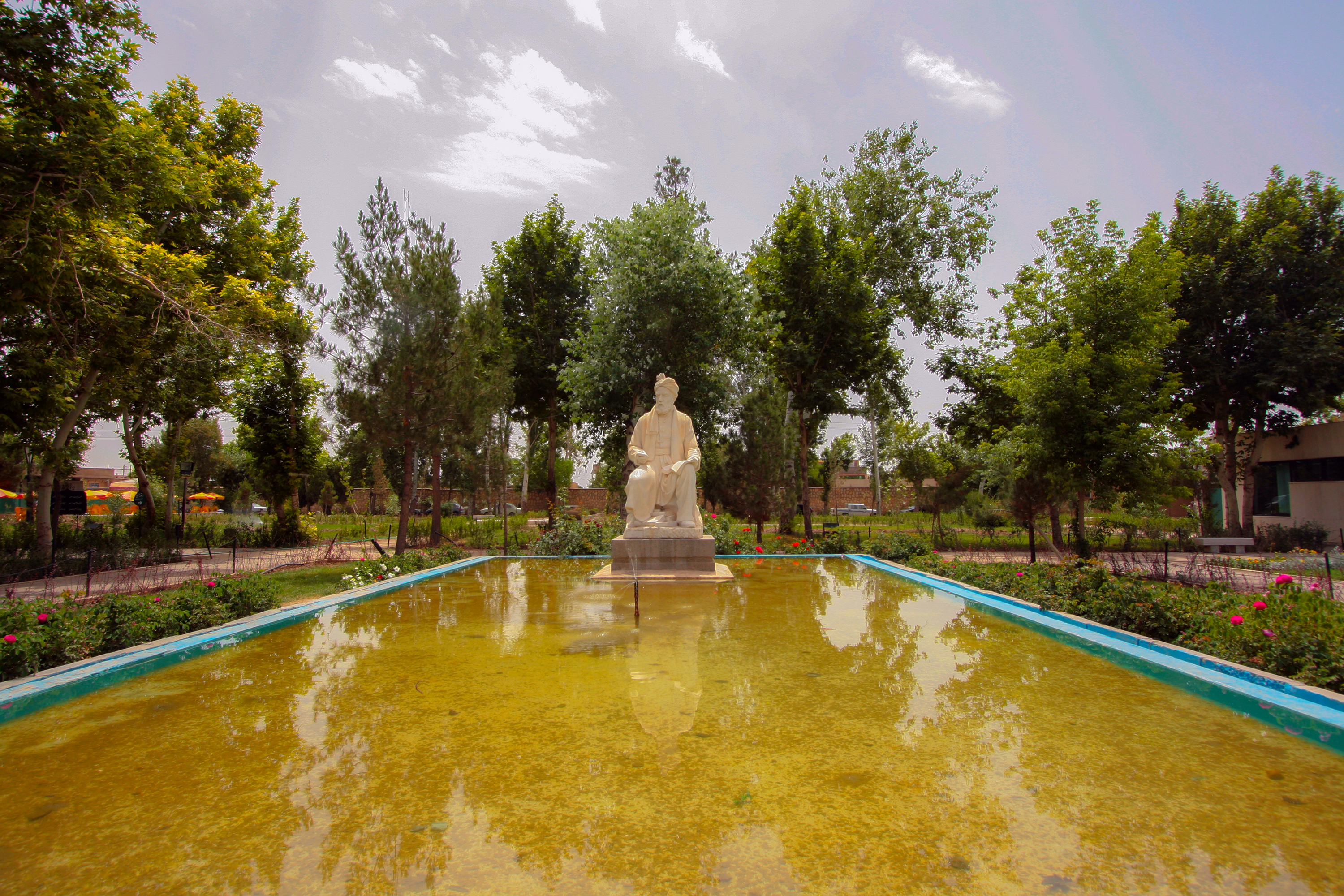
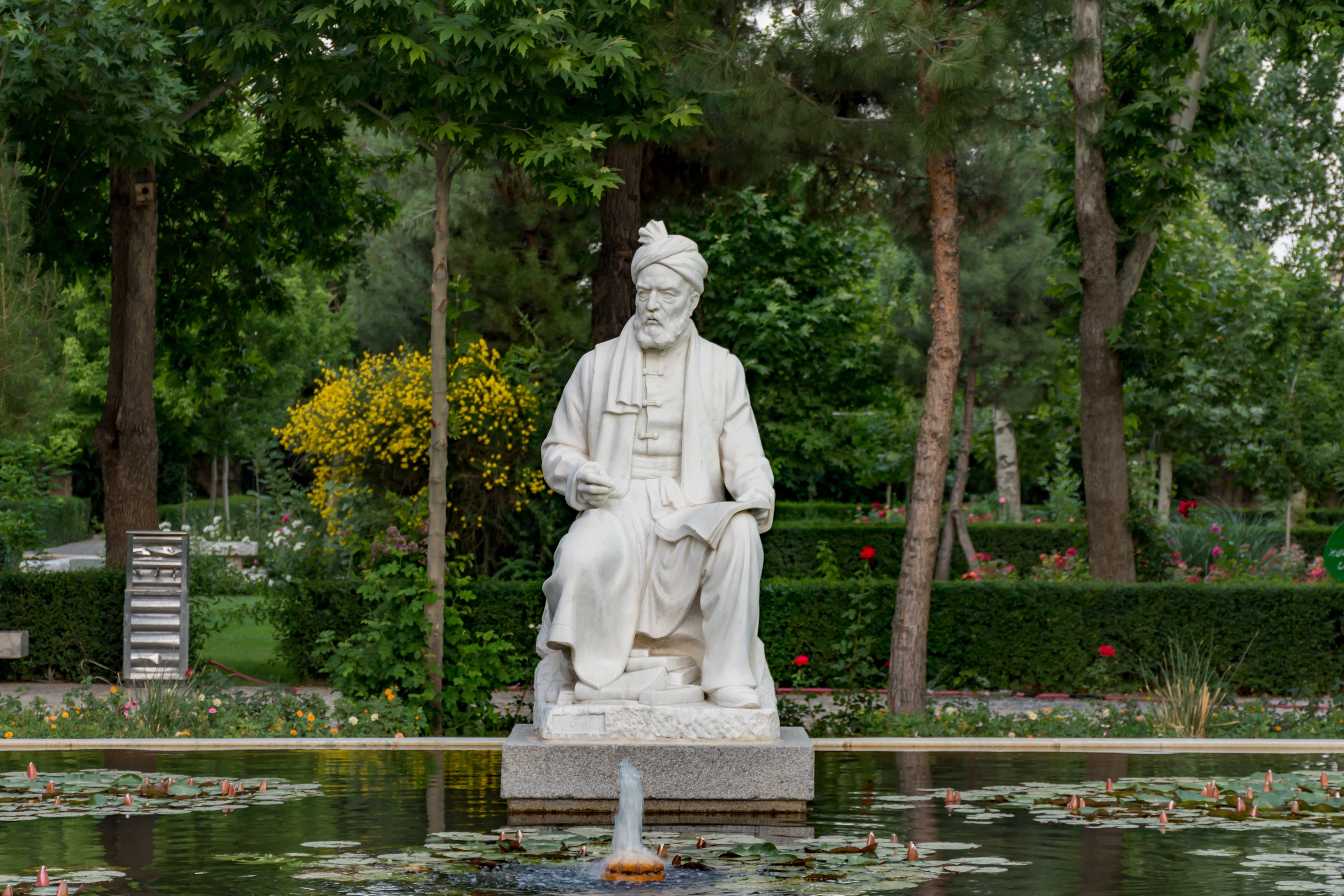